# پاتریس لوزی
پاتریس لوزی (انگلیسی: Patrice Luzi؛ زادهٔ ۸ ژوئیهٔ ۱۹۸۰) بازیکن فوتبال اهل فرانسه است.
از باشگاه‌هایی که در آن بازی کرده‌است می‌توان به باشگاه فوتبال موناکو، باشگاه فوتبال لیورپول، باشگاه فوتبال آژاکسیو، باشگاه فوتبال رویال شارلوا، و باشگاه فوتبال رن اشاره کرد.